# Walter Huddleston
Walter Huddleston (Burkesville, 1926. április 15. – Warsaw, Kentucky, 2018. október 16.) az Amerikai Egyesült Államok szenátora (Kentucky, 1973–1985).